# University of Southern Indiana
Die University of Southern Indiana (auch USI genannt) ist eine staatliche Universität im Vanderburgh County (Postanschrift: Evansville) im Südwesten des US-Bundesstaates Indiana. Die Hochschule wurde 1965 gegründet. Derzeit sind hier 10.126 Studenten eingeschrieben. Die Hochschule plant den Campus für bis zu 20.000 Studenten auszubauen.

## Sport
Die Sportteams der USI sind die Screaming Eagles. Die Hochschule ist Mitglied in der Ohio Valley Conference seit 1. Juli 2022.